# 357 (số)
357 (ba trăm năm mươi bảy) là một số tự nhiên ngay sau 356 và ngay trước 358.